# Omio
GoEuro Viaje GmbH, con nombre comercial Omio, anteriormente conocida como GoEuro, es una sitio web alemán de comparación de y reserva de viajes, con sede en Berlín, Alemania. Fue fundado en 2012 como GoEuro por Naren Shaam.
Omio emplea a más de 300 personas y está activo en 15 países europeos.
El sitio web está disponible en 21 lenguas. Ofrece a los viajeros la de organizar requisitos de transporte como trenes, aviones, autobuses, etc mediante el empleo de su plataforma fácil de usar. Cubre 207 aeropuertos europeos, más de diez mil estaciones centrales de autobuses, y por encima de veinte mil estaciones de tren.
En 2019, el sitio web cambio su denominación a Omio, después de adquirir el sitio web de viajes australiano Rome2rio.
En enero de 2020, Omio se expandió a Canadá, y a los Estados Unidos.